# تاريخ البنس الإنجليزي (حوالي 600 – 1066)
يرجع تأريخ البنس الإنكليزي إلى الممالك الأنجلو ساكسونية في القرن السابع: إلى العُملات الفضية الصغيرة السميكة المعروفة لدى المعاصرين باسم pæningas أو ديناريوس، على الرغم من إن علماء العُملات يشيرون إليها الآن غالبًا باسم sceattas. أدخلت عُملات البنسات المعدنية الأعرض والأرَق، التي تحمل اسم الملك إلى جنوب إنجلترا في منتصف القرن الثامن. ظَلت العُملات المعدنية بهذا الشكل تشكل أساس العُملة الإنجليزية حتى القرن الرابع عشر.

## ملخص
يعود تأريخ سَك العُملات الأنجلو ساكسونية إلى أكثر من خمسة قرون، بدءاً من نِهاية الحُكم الروماني في بريطانيا في القرن الخامس، حتى وفاة هارولد جودوينسون في معركة هاستينجز في 14 أكتوبر/تشرين الأول 1066. يُمكن تقسيمها إلى أربع مراحل أساسية:
- حوالي 450- حوالي 550: مستوى منخفض للغاية لاستخدام العُملات المعدنية في بريطانيا، يتميز بإعادة استخدام العُملات الرومانية، إن كان غالبًا في سياق غير نقدي. استمر جلب عدد صغير من العُملات المعدنية من بلاد الغال و أماكن أخرى في القارة.
- حوالي 550- حوالي 680: مرحلة "الذهب" من العُملة، التي بدأت بزيادة معدل استيراد الذهب القاري، خاصة في شكل عملات معدنية. منذ حوالي عام 620، نتجت عُملات ذهبية إنجليزية ذات حجم مماثل، غالبًا ما كانت تُعرف لدى علماء العملات باسم thrymsas. بحلول منتصف القرن السابع، كانت كمية الذهب في هذه العُملات المعدنية تتراجع بسرعة، بحيث أصبحت بحلول سبعينيات القرن السابع مصنوعة بالكامل تقريبًا من الفضة.
- حوالي 680– حوالي 750 (867 في نورثمبريا): عصر السكياتاس– العُملات الفضية الصغيرة السميكة التي تطورت من أحدث العُملات الذهبية المتدهورة. من الأفضل أن نشير إلى هذه العُملات باسم البنسات أو الديناري، حيث تقترب من الشكل الذي احتفظ به البنس الإنكليزي لقرون من الزمان من حيث الوزن والدقة، تشير المراجع المعاصرة إلى أن هذا هو الشكل الذي كانت تُعرف به. معظم sceattas لا تحمل نقشًا وبالتالي يصعب نسبها. في نورثمبريا، استمر سك العُملات المعدنية بهذا الشكل تحت سيطرة ملكية أوثق حتى ستينيات القرن التاسع، على الرغم من إنها لم تكن تحتوي إلا على كمية ضئيلة من المعدن الثمين بحلول أوائل القرن التاسع.
- حوالي 750- 14 أكتوبر 1066: اختفت العُملات الفضية من نوع sceattas في إنجلترا ساوثمبرلاند في منتصف القرن الثامن، ليحل محلها نموذج أوسع وأرق من العُملات الفضية المصممة على غرار العُملات الكارولينجية المعاصرة. حملت هذه العملات الجديدة أساطير تشير إلى اسم الملك، وصاحب النقود، و (في وقت لاحق) دار سك العملة الأصلية. مع العديد من التعديلات في الوزن (في نطاق 1.00 غرام- 1.70 غرام) والدقة، ظل هذا الشكل من العملات المعدنية هو المعيار لبقية الفترة، والواقع أن البنسات الفضية ذات التصميم المماثل ظلت الأساس للعملة الإنجليزية حتى القرن الرابع عشر. صُنعت العملات المعدنية من هذا الشكل من قبل الملوك الإنجليز منذ أوفا فصاعدًا، كما قام بذلك أيضًا حكام الفايكنج منذ أواخر القرن التاسع.

في المرحلة الذهبية من سك العُملة، كانت العُملة تتكون في الغالب من قطع ذهبية صغيرة أو قطع ثريماس بقيمة 1.10- 1.30 غرام، على الرغم من وجود عدد قليل من عملات السوليدي، المصممة على غرار العملات الرومانية. منذ ذلك الحين أصبحت العُملة تعتمد إلى حد ما على فئة واحدة: البنس الفضي. في أوائل سبعينيات القرن التاسع، انتج أول نصف بنسات مستدير في عهد ألفريد العظيم وسيوولف الثاني من ميرسيا؛ وانتج بشكل متقطع وبكميات صغيرة حتى إصلاح إدغار في سبعينيات القرن التاسع، بعد ذلك أصبح من الشائع قطع البنسات الكاملة إلى نصفين وأرباع، غالبًا في وقت الإنتاج. الأمثلة المعروفة الوحيدة لفئات الفضة الأكبر هي قطعتان من "العطاءات" انتجتا في عهد ألفريد الكبير بِوزن يعادل ستة بنسات عادية، وقد صُنعا كقطع صدقات، ربما لإرسالها إلى الخارج.
على الرغم من أن الذهب لم يعد الشكل السائد للعُملة في القرن السابع، إلا أنه منذ أواخر القرن الثامن فصاعدًا كان هناك استخدام لبعض العُملات الذهبية الثمينة في المعاملات الخاصة ذات القيمة العالية. كانت هذه القطع الذهبية تُعرف غالبًا باسم "مانكوس". تنوعت أشكال العُملات الذهبية في القرنين الثامن والتاسع، مُستلهمة من العُملات الذهبية الرومانية، البيزنطية، العربية والكارولنجية، لكن بحلول القرن العاشر أصبحت العُملات الذهبية تصنع ببساطة عن طريق ضرب قطعة ذهبية بنفس القوالب المستخدمة في سك الفضة العادية. لم يتبق من الفترة ما بين القرن الثامن و عام 1066 سوى ثمانية عُملات ذهبية إنجليزية تحمل أساطير واضحة؛ وهناك أيضًا بعض العُملات التي قد تكون أو لا تكون من أصل إنجليزي ولا تحمل أي نقوش، بالإضافة إلى عينات من الذهب الأجنبي المعاصر الذي عُثر عليه في إنجلترا.
من الصعب تحديد طبيعة و مدى استخدام العُملات المعدنية في إنجلترا الأنجلوساكسونية. إن الإشارات المكتوبة إلى سك النقود والمال نادرة، ومن المرجح أن حتى قرشًا فضيًا واحدًا كان يتمتع بقوة شرائية كبيرة- ربما شيء في حدود 10 إلى 30 جنيهًا إسترلينيًا بالعُملة الحديثة. وربما كان استخدامها مركّزًا أيضًا في فئات معينة من المجتمع، و ربما كان مرتبطًا بشكل خاص بمعاملات معينة مثل دفع الإيجارات، الإتاوات والرسوم القانونية. ومع ذلك، فإن تحليل القطع النقدية الفردية التي بقيت على قيد الحياة (التي عُثر عليها في الغالب منذ سبعينيات القرن العشرين من قبل مستخدمي أجهزة الكشف عن المعادن) يظهر أن العملات المعدنية كانت تُستخدم على نطاق واسع، وخاصة في النصف الشرقي من إنجلترا، سواء داخل المدن أو خارجها؛ كما تداولت على نطاق واسع، وغالبًا ما يُعثر عليها بعيدًا عن دار سكها الأصلية. عُثر على أعداد كبيرة من العملات الإنجليزية في أماكن أخرى في أوروبا، و خاصة في إيطاليا والدول الاسكندنافية، في حين كانت التصاميم الإنجليزية مؤثرة على العملات الناشئة في أيرلندا، الدنمارك، السويد، النرويج، و بوهيميا.

## بعد روما: مقدمة للعملات الأنجلوساكسونية
في نهاية القرن الرابع، كانت المقاطعات الرومانية في بريطانيا لا تزال جزءًا من نظام اقتصادي ونقدي نابض بالحياة و فعال للغاية يمتد إلى جميع أنحاء العالم الروماني. استخدمت العُملات المعدنية الثمينة من الذهب و الفضة لدفع الضرائب، واعيد سكها لدفعها للخدمة العسكرية والمدنية. صدرت العُملات البرونزية على أساس غير منتظم ونتجت في المقام الأول لتلبية احتياجات التجارة في المقاطعات. كان سك النقود- والسيطرة على المعادن الثمينة بشكل عام- في جميع أنحاء الإمبراطورية الغربية تحت سيطرة Comes sacrarum largitionum، مع وجود عدد من دور السك الرئيسية في ترير، أرليس، ميلانو، رافينا، و روما. كانت لندن تعمل كدار سك عُملات في النصف الأول من القرن الرابع، ومرة أخرى لفترة وجيزة في عهد ماجنوس ماكسيموس، ولكن بحلول عام 400 بدأت تدفقات العُملات إلى بريطانيا تأتي من القارة.
عُثر على العديد من العملات المعدنية من جميع أنحاء القرن الرابع وحتى من السنوات الأولى من القرن الخامس. ومع ذلك، في أوائل القرن الخامس، اتخذ الوضع منعطفا دراماتيكيا نحو الأسوأ. توقف إمداد العُملات البرونزية تقريبًا بعد حوالي عام 402، كما تلاشى الذهب و الفضة أيضًا بحلول عام 410 تقريبًا، وهو ما تزامن مع رحيل الحامية البريطانية مع قسطنطين الثالث في عام 409. توجد كميات كبيرة جدًا من العُملات المعدنية والسبائك- وخاصة الفضة- من هذه الفترة في بريطانيا، وربما يرجع ذلك إلى اضطرابات الغزو، الحرب الأهلية وعدم اليقين الاقتصادي. قد تكون بعض هذه الكنوز ضخمة للغاية: فقد احتوى كنز هوكسين في نورفولك الذي اكتشف في عام 1992 على أكثر من 15 ألف قطعة نقدية بالإضافة إلى أطباق فضية و مجوهرات.
توقف إمداد العُملات المعدنية المُضربة حديثًا لم يتسبب بالضرورة في توقف فوري في استخدام العملات المعدنية. لقد كان علماء النقود وعلماء الآثار منذ فترة طويلة مدهوشين من ظاهرة تقليم السليكا من أوائل القرن الخامس، رغم أن التواريخ والتفسيرات الدقيقة لها لا تزال غامضة. قد يكون التقليم استمر حتى منتصف القرن الخامس، أو كان مقتصرًا على عقدي 410 و 420، وربما نُفذ كوسيلة للضرائب من قبل حكومة محرومة من إمدادات جديدة من النقود. وفقًا لهذا النموذج، كان من الممكن أن تُجمع السليكا ذات الوزن المحدد، تُقلم، وتُصدر مجددًا وفقًا للوحدات بدلاً من الوزن.
كانت الفترة المتأخرة من القرنين الخامس والسادس غامضة للغاية في كل شيء تقريبًا، ولم تكن العُملات المعدنية استثناءً. كان النظام النقدي الروماني المتأخر قوياً ذات يوم، وأصبح في حالة يرثى لها، مع عدم وجود أي عمليات سك عُملات جديدة تقريباً، واستيراد القليل جداً من العُملات الجديدة. ومع ذلك، فقد أصبح من الواضح أن العُملات المعدنية لم تتلاشى تماما، وأن إعادة استخدام المعروض الحالي من العُملات المعدنية استمر طوال تلك الفترة، بدعم من الوافدين العرضيين. وقد أسفرت بعض الحفريات الأثرية في المستوطنات الرومانية البريطانية التي استمرت خلال هذه الفترة عن اكتشاف عُملات معدنية قديمة ظلت متداولة، كما هو الحال في روكستر. غالبًا ما يُعثر على العُملات الذهبية والبرونزية على وجه الخصوص في مواقع الاستيطان الأنجلو ساكسونية المبكرة وفي القبور، وفي كثير من الحالات تكون مثقوبة أو مثبتة لاستخدامها كمجوهرات. في الواقع، لا يوجد ما يشير على وجه التحديد إلى متى فقدت أي عُملة رومانية متأخرة، وفي بعض الحالات ربما كانت قيد الاستخدام حتى فترة ما بعد العصر الروماني. أما فيما يتعلق بالواردات الجديدة، فقد ارتفع عددها المعروف عن هذه الفترة بشكل كبير في السنوات الأخيرة بفضل انتشار أجهزة كشف المعادن. تعد الكنوز من هذه الفترة نادرة، ولكن عُثر على اثنين منها في السنوات الأخيرة في أوكسبورو (2001) وباتشينغ (1997)، كلاهما يعود تاريخهما إلى أواخر القرن الخامس، والأخيرة تتضمن ما لا يقل عن خمسين عُملة ذهبية وفضية يرجع تأريخها إلى الفترة حتى حوالي عام 470. ويظهر نثر الاكتشافات الفردية من نفس الفترة أن تدفق العُملات المعدنية إلى بريطانيا في القرنين الخامس والسادس لم يتوقف تمامًا أبدًا، ويبدو أنه كان هناك أيضًا بعض الاستخدام للعملات البيزنطية في القرن السادس: فقد عُثر على العُملات الذهبية و خاصة البرونزية بأعداد كبيرة، حتى في الجزء الغربي من بريطانيا، والذي عادة ما يكون أقل تمثيلاً في اكتشافات العُملات المعدنية. ويتوافق هذا إلى حد ما مع نمط اكتشافات الفخار من شمال أفريقيا من نفس الفترة، والتي عُثر عليها على نطاق واسع في غرب بريطانيا في مواقع تعود إلى القرن السادس. ولسوء الحظ، فإن الاستخدام الواسع النطاق للبرونزيات البيزنطية من هذه الفترة كتذكارات من الشرق الأوسط و شرق البحر الأبيض المتوسط يعني أن العديد من الاكتشافات منها يجب التعامل معها بحذر شديد. استمر استيراد الإصدارات القارية الحالية- وخاصة الذهب - على مدار القرن السادس، مع تداول أعداد كبيرة من العملات الميروفنجية في جنوب وشرق إنجلترا حتى نهاية القرن السادس. وعلى أساس هذه القطع النقدية، بدأ أول إنتاج إنجليزي أصلي للعُملات النقدية في أوائل القرن السابع.

## أقدم عملة ذهبية:ثريمسا
أقدم العملات الإنجليزية المعروفة هي قطع ذهبية، مصممة على غرار العُملات الفرنجية الميروفنجية المعاصرة، تتكون إلى حد كبير من تريمسيس: ثلث سوليدوس ذهبي، يزن في الأصل 4.5 غرام، ولكن في السياق الأنجلو ساكسوني يبدو أنه يعتمد على معيار منقح يبلغ 3.9 غرام نُفذ في بلاد الغال منذ حوالي 680 عامًا. لعبت العملات الفرنجية دورًا متزايد الأهمية كعملة في إنجلترا مع تقدم القرن السادس، وقد سُكت أقدم العملات الذهبية الأنجلوساكسونية (التي يشار إليها أحيانًا من قبل علماء العملات باسم thrymsas) للتداول جنبًا إلى جنب مع هذه الإصدارات الفرنجية: على سبيل المثال، كانت جميع العُملات الذهبية الأربعين التي عُثر عليها في الدفن في "التل الأول" في ساتون هوو (ايداعها حوالي عام 630) فرنكية. يمكن إرجاع أقدم العملات المعدنية التي ضربت في إنجلترا تقريبًا إلى حوالي عام 600: وهي تشمل قطعة ذهبية واحدة ضربها صراف يدعى يوسابيوس يعمل في كانتربري (دوروفرنيا)، و ميدالية ليودارد، وهي ميدالية ذهبية (على الرغم من أنها مصنوعة من قماش يشبه إلى حد كبير العملة المعدنية) وجدت في كانتربري وتحمل اسم الأسقف ليودارد، ومن المؤكد تقريبًا أنه نفس الأسقف الذي يحمل هذا الاسم الذي وصفه بيدي في كتابه Historia ecclesiastica بأنه جاء إلى إنجلترا مع بيرثا، العروس الفرنجية لإثيلبيرت الأول من كنت.
أكبر كنز معروف من النقود الإنجليزية من هذه الفترة وُجد في كروندال، وكان يحتوي على 69 تريميس إنجليزيًا بالإضافة إلى عدد من التريميس الفرنجي، ويُحتمل أن يكون قد وُضع حوالي عام 630. تكشف هذه الاكتشافات وغيرها عن مجموعة من الأنواع التي نادرًا ما تذكر اسم دار سك العملة أو الجهة المُصدرة، رغم أن نوعًا نادرًا يحمل اسم لندن، وآخرين مضروبون باسم الملك إيدبالد ملك كنت (616–640). من حيث التصميم، فهي مستوحاة من النماذج الرومانية والمرونغية.
لقد أدى الاستخدام الواسع النطاق لأجهزة الكشف عن المعادن في الثلاثين عامًا الماضية إلى زيادة عدد العُملات المعدنية المعروفة من هذه الفترة وجميع الفترات بشكل كبير. على الرغم من أن هذه العملات المعدنية لا تزال نادرة نسبيًا و أن سكها كان يقتصر في المقام الأول على الجنوب الشرقي، فمن المحتمل أن بعضها يُسك في نورثمبريا، وربما في يورك، كما تداولت العملات الذهبية الإنجليزية والفرنجية على نطاق واسع. إن الترتيبات التي وراء سك العُملة المعدنية غامضة للغاية أيضًا، ولا يمكن افتراض أنها كانت تُنتج كعملة "ملكية": ربما كان الأساقفة، ورؤساء الأديرة، وكبار رجال الدين، وربما أصحاب الأموال الأفراد هم القوة الدافعة وراء سك العملة المعدنية.
على الرغم من أنه يجب استخدام قوانين الأنجلو ساكسونية المبكرة بحذر في هذه الفترة، إلا أنها تصف مجموعة واسعة من المدفوعات التعويضية بالسكيلينجا و السكيتا من حوالي عام 600 فصاعدًا. تعكس هذه المصطلحات ترجمات للاستخدام القانوني القاري، وقد تصف مقاييس القيمة و/أو الوزن بدلاً من العُملات المعدنية على هذا النحو، ومع ذلك فمن المحتمل إن القطع النقدية الذهبية المنتجة في إنجلترا في القرن السابع كانت تسمى سكلينجاس.

## طفرة الفضة في الفترة من 675 إلى 750 تقريبًا:سكيتاس
على مدار القرن السابع، تدهور محتوى الذهب في التريمس الأنجلوساكسونية والفرنجية حتى أصبحت في ستينيات القرن السابع غالبًا ما تحتوي على نسبة نقاء تتراوح بين 10% و 20% فقط. في هذه المرحلة، كان هناك تحول كبير من الذهب المخفض القيمة إلى الفضة في فرنجة الميروفنجية. ومع ذلك، بعد بضع سنوات من حوالي عام 675، سُكت عُملات فضية كبيرة جدًا في جنوب شرق إنجلترا أيضًا. توجد بعض الإصدارات، مثل تلك المنقوشة بالاسم الروني Pada و اللاتيني Vanimundus، في كل من الذهب والفضة المُقلدَين، من المفترض أنها تمتد إلى فترة التحول. العُملات الفضية الجديدة تشبه العُملات اللاحقة من حيث الحجم والوزن: صغيرة (عادة ما يكون قطرها 10-12 ملم)، سميكة و عادة ما تزن 1-1.3 غرام. وبسبب الإشارات الواردة في القوانين المذكورة أعلاه، أصبحت هذه القطع الفضية الجديدة معروفة لدى علماء العُملات باسم sceattas منذ القرن السابع عشر. المصطلحات المعاصرة غير مؤكدة، على الرغم من إنه من المرجح أن هذه العُملات المعدنية كانت تُعرف باسم بينينس (بنسات)، تمامًا مثل نظيراتها الأوسع نطاقًا في وقت لاحق. ظلت البنسات الفضية التي يبلغ وزنها تقريبًا هذا الوزن (1-1.6 غرام) هي الوحدة الوحيدة للعُملة الإنجليزية حتى القرن الثالث عشر، باستثناء نصف البنسات الفضية النادرة وحتى العُملات الذهبية النادرة.
كانت أولى العُملات المعدنية ("الأساسية") من السلسلة A، و B، وC مقتصرة إلى حد كبير على كينت ومصب نهر التايمز، على الرغم من أن ظهور العُملات المعدنية "الثانوية" (ربما حوالي عام 710) قدم مجموعة مذهلة من التصميمات الجديدة و شهد توسع عملية السك إلى العديد من المناطق الجديدة: بحلول منتصف المرحلة "الثانوية" كانت العُملات المعدنية تُسك في كينت، مصب نهر التايمز، شرق أنجليا، شرق ميرسيا، نورثومبريا، و ويسيكس. لسوء الحظ، نظرًا لأن عددًا قليلًا جدًا من العُملات المعدنية تحمل أي شكل من أشكال النقوش وكان هناك تقليد و نسخ على نطاق واسع، فمن الصعب للغاية تحديد تواريخ و أماكن سك العديد من الأنواع والسلاسل التي حددها العلماء المعاصرون. رُتبت في سلاسل مرتبة حسب الحروف وفقًا لمخطط ستيوارت ريجولد، الذي ابتكره في الستينيات و السبعينيات من القرن العشرين، أحيانًا وفقًا للأرقام المطبقة على الأنواع في كتالوجات المتحف البريطاني في ثمانينيات القرن التاسع عشر والتي وسعت بعد ذلك إلى حوالي 150 نوعًا مختلفًا. يعتمد التسلسل الزمني الحالي، الذي وضعه مارك بلاكبيرن في منتصف الثمانينيات، على كنز سيميز الكبير من جنوب بلاد الغال، و الذي احتوى على مخطوطات من عدة أنواع ثانوية إلى جانب إصدارات محلية لحكام معينين سمحت بتأريخ الكنز إلى حوالي 715/20.
لا يزال هناك الكثير من عدم اليقين بشأن المنظمة التي تقف وراء سك العُملات المعدنية وما هي السلطات التي تقف وراء عملية سك العُملات المعدنية. بعض القضايا كبيرة إلى الحد الذي يجعل من الممكن أن يقف وراءها حكام كبار فقط، في حين أن بعضها صغير إلى الحد الذي يجعل من الممكن أن يكون من عمل ممول فردي يعمل بشكل مستقل. وتُظهر قطع أخرى زخارف دينية بارزة ومتطورة، مما يشير إلى أنها ربما تكون من إنتاج الأديرة أو الأساقفة. يأتي استثناء من الغموض العام الذي يحيط بـ sceattas في نورثمبريا، حيث لعب الملك و (رئيس) أساقفة يورك منذ تاريخ مبكر جدًا دورًا قويًا في إنتاج العُملات المعدنية: كان الملك ألدفريث أول ملك إنجليزي يظهر اسمه على العُملات الفضية في أي مكان، و احتفظ خلفاؤه بسيطرة محكمة نسبيًا على العُملات المعدنية بعد استئناف الإنتاج في عهد إيدبيرت.
شهد أوائل القرن الثامن إنتاج وتداول العُملات المعدنية على نطاق مثير للإعجاب؛ أعظم بالفعل من أي وقت مضى بعد القرن الرابع و قبل القرن الثالث عشر. سُجل حوالي 2500 اكتشاف من sceattas في إنجلترا، و خاصة في الشرق و الجنوب، مما يسمح بدراسة التفاصيل الدقيقة للتداول والاستخدام. انتج واستُخدم Sceattas أيضًا في هولندا وربما في جوتلاند. كانت أماكن سك العُملة في الأراضي المنخفضة مثل دورستاد و دومبورج توفر نسبة كبيرة من العُملة المتداولة في إنجلترا في أي وقت من الأوقات، وكانت من بين أهم المراكز التجارية في أوروبا. توفر Sceattas أدلة لا تقدر بثمن على النشاط الذي جرت به التجارة عبر بحر الشمال في أوائل القرن الثامن.

## مقدمة البنس العريض: أوفا ومعاصروه
بحلول منتصف القرن الثامن، انخفض إنتاج سكيتاس ، كما حدث مع الثريماسا من قبلهم، بشكل كبير: كانت العُملات الأخيرة من الفترة الثانوية نادرة و غالبًا ما تُخفض قيمتها، كما يشير سجل العديد من المواقع الأثرية و مواقع الكشف عن المعادن التي كانت منتجة في الفترة السابقة إلى ندرة العُملات. عانت مملكة الفرنجة أيضًا من مشاكل مماثلة، و حوالي عام 754/5 تولى الملك بيبين الثالث (751-768) زمام المبادرة وأصلح العُملات الفرنجية، حيث قدم شكلًا جديدًا أرق و أوسع (قطره 15 ملم على الأقل) ضُرب من فضة أنعم بكثير. ومن المهم أن هذه العُملات الجديدة جميعها تحمل اسم الملك و (عادةً) اسم الدار المصدرة لها. وقد حذا الحكام الإنجليز حذوهم في نفس الوقت تقريباً، ظَهرت أولى علامات الإصلاح خارج نورثمبريا (حيث ظلت العُملات الفضية الكبيرة والعالية الجودة في الإنتاج، وإن كان بشكل متقطع، على مدى القرن الثامن) في شرق إنجلترا، حيث قام الحاكم الغامض بيونا بإصلاح العُملات المحلية في وقت ما بعد توليه العرش في عام 749. و تحمل عُملاته المعدنية الاسم الملكي واسم الصراف، وتقع في المنتصف بين العُملات المعدنية القديمة و العُملات الفرنجية الجديدة. في البداية، كانت عُملات بيونا تُضرب بالفضة النقية، ثم تراجعت فيما بعد إلى المعيار القياسي، على الرغم من أن أحد صاغته نجا لِيضرب بعض أقدم العُملات المعدنية المعروفة باسم أوفا من ميرسيا.
كان أوفا هو من أدخل البنس العريض إلى جنوب إنجلترا على نطاق واسع، وجعل استخدام أسماء الملوك و أصحاب النقود أمرًا قياسيًا في ثلاث دور سك على الأقل: كانتربري، لندن، وفي مكان ما في شرق إنجلترا. تحمل أقدم عُملاته نسخة مختصرة من اللقب الملكي متأثرة باللقب الموجود على عُملات بيبين الثالث، وعلى الوجه الخلفي اسم الصراف. في وقت مبكر من مسار سك العُملة (ربما في ستينيات أو سبعينيات القرن الثامن) كانت هناك أيضًا إصدارات أصغر في كانتربري بأسماء ملكين محليين من كينت، هيبيرت (الذي لم يتبق منه سوى عملة واحدة) وإيجبيرت الثاني. استمر إنتاج البنسات الفضية العريضة أيضًا في شرق إنجلترا، بدءًا من اسم أوفا وُلكن توقف لاحقًا بسبب سك عُملة صغيرة باسم الملك إيثيلبيرت الثاني ملك شرق إنجلترا، والذي أعدمه أوفا في عام 794: لم يتبق اليوم سوى ثلاث عينات من عُملاته المعدنية، ربما نتجت في ثمانينيات أو تسعينيات القرن الثامن.
تُمثل عملات أوفا واحدة من أبرز نقاط الفن الأنجلوساكسوني، والواقع أنها كانت على الأرجح العُملات الأكثر إنجازًا فنيًا في أي مكان في أوروبا في ذلك الوقت: فهي تتناقض بشكل حاد مع العُملات المعدنية غير الأيقوناتية لفرانكيا المعاصرة. قُدمت الصور الشخصية في مرحلة مبكرة، و نُفذت بعدد من الأساليب المختلفة التي تكشف عن مجموعة من التأثيرات الفنية المستمدة من المصادر المعاصرة و الرومانية. تضمنت التصميمات العكسية صلبانًا معقدة من أنواع مختلفة، لكن مجموعة قواطع أوفا شملت تصميمات عكسية أخرى بما في ذلك الثعابين المتشابكة، الثعابين البحرية، الذئب و التوائم. و بشكل فريد في إنجلترا الأنجلو ساكسونية، سُكت العُملات المعدنية أيضًا في كانتربري باسم الملكة سينثريث، من قوالب أنتجها نفس الفرد الموهوب المسؤول عن أفضل قوالب بورتريه أوفا. ربما تكون هذه الممارسة مستوحاة من لقاءات مع العُملات الرومانية التي تحمل أسماء الإمبراطورات. ومن الممكن أيضًا، وإن كان أقل احتمالًا، أن يكون ظهور إيرين على العملات البيزنطية هو السبب وراء قيام ملكة أوفا بوضع صورتها على العُملات أيضًا. من المؤكد أن سينثريث تَظهر من الأدلة الباقية كشخصية هائلة، حيث كانت تشهد بانتظام المواثيق المعاصرة مباشرة بعد زوجها، وكانت مسؤولة عن إدارة أسرته و نجت منه لتصبح رئيسة دير قوية.
كما هو الحال مع سكيتاس، فإن هناك مشاكل كبيرة تحيط بمعرفة كيفية تنظيم العُملة الجديدة وتنفيذها على وجه التحديد. من الممكن أن تعكس بنسات عهد أوفا بقايا التنظيم وراء السكياتاس المعقدة، مع التصميمات المتنوعة التي غالبًا ما تختلف من صائغ إلى آخر. وقد مارست سلطات أخرى حقوق سك العُملة في عهده والتي ربما استمرت لبعض الوقت: فقد سُمي أسقف لندن (إيادبيرت) على بعض العُملات المعدنية، و هي البنسات الوحيدة التي سُكت باسم أسقف أنجلو ساكسوني خارج يورك و كانتربري؛ وفي كانتربري، ضرب رئيس الأساقفة إيانبيرت (765-792) وإيثيلهيرد (793-805) بشكل مستقل و مع أوفا. وعلى نحو مماثل، فإن تحديد تأريخ الإصلاحات التي أدت إلى ظهور هذه العُملة المعدنية الجديدة أمر مثير للجدل. ويبدو من المرجح أن الإنتاج بدأ في نفس الوقت تقريبًا في لندن، كانتربري، وشرق إنجلترا، ربما حوالي 765-770، ومن المحتمل أن الجزء الأكبر من العُملات المعدنية- بما في ذلك العُملات المعدنية التي تحمل صور الأشخاص- انتج في سبعينيات وثمانينيات القرن الثامن. وفي وقت لاحق في عهد أوفا، كان هناك إصلاح ثانٍ فيه زيادة الوزن و زيادة حجم الفلان وتقديم تصميم غير عمودي مشترك في جميع دور السك الثلاث. يمكن تأريخ هذه "العُملة الثقيلة" بشكل وثيق، حيث لا توجد أمثلة معروفة لها باسم رئيس الأساقفة إيانبيرت، في حين لا توجد بنسات "خفيفة" (أي ما قبل الإصلاح) لرئيس الأساقفة إيثيلهيرد، مما يشير إلى أن الإصلاح حدث في عام 792 أو 3.
توفر عُملات أوفا دليلاً قيماً لبعد جديد من السلطة الملكية و العمل فيما يتعلق بالعُملات المعدنية، وقد تلقت الكثير من الاهتمام من المؤرخين بسبب صورها المثيرة للإعجاب و مجموعة الألقاب الملكية: يطلق على أوفا عدة ألقاب مختلفة: REX، وREX M( erciorum )، و REX MERCIORU( m )، وربما REX A( nglorum ).

## القرن التاسع
بعد وفاة أوفا عام 796، استولى المغتصبون في كينت و شرق إنجلترا- إيدبيرث برين وإيادوالد- على السلطة وأصدروا عُملات معدنية باسمهم الخاص، متبعين تصميم عُملات أوفا الثقيلة. بعد إصدار صغير في لندن على أساس نفس النوع، قام الحاكم الجديد لميرسيا كوينولف بإصلاح العُملة مما أدى إلى نوع ثلاثي المقاطع الجديد. استخدم هذا النوع غير البورتريه تصميمًا للوجه مستوحى من العُملات المعدنية السابقة لسينثريث، و على الرغم من استخدامه للحرف M المركزي (لـ Merciorum)، فقد تبناه Eadbearht و Eadwald و حتى Beorhtric of Wessex، الذي ضرب عُملة معدنية نادرة جدًا في هذا الوقت.
بحلول عام 798، استعاد كوينولف كينت، كما عادت شرق إنجلترا إلى سلطته بحلول القرن التاسع. وعين حاكمًا فرعيًا لكينت- شقيقه كوثريد- الذي سُكَّت العُملات المعدنية باسمه في كانتربري. ربما كان كوثريد وأخوه قد قاما بسك العُملة المعدنية ذات النمط الصليبي والإسفيني في نفس الوقت منذ حوالي عام 805، ولكن من المحتمل أيضًا أنهما كانا يمتلكان السيطرة الوحيدة على دار السك الواحدة تلو الأخرى.
في نفس الوقت تقريبًا، تغيرت أيضًا العُملة الأسقفية في كانتربري: كان رئيس الأساقفة الجديد، وولفريد، حريصًا جدًا على تأكيد حقوقه الكنسية، حتى على حساب الملك، وأسس عُملة تحمل صورة رئيس الأساقفة لا تشير على الإطلاق إلى كوينولف. صُممت هذه السلسلة الجذابة على غرار عُملات الدينار الفضية التي أنتجها البابا هادريان الأول (772-795).
واصل كوينوولف سك العُملات المعدنية التي تحمل صورًا شخصية لبقية حكمه في كانتربري، لندن، و شرق إنجلترا، ومن حوالي عام 810، في دار سك عُملات جديدة تقع في روتشستر في كينت. أصبحت كانتربري مهيمنة على إنتاج العُملات الفضية، وفي حين ظلت شرق أنجليا و روتشستر مستقرتين نسبيًا، أصبحت البنسات من لندن نادرة جدًا: وعلى الرغم من الاكتشاف الأخير لعُملة ذهبية لكوينولف تحمل نقش DE VICO LVNDONIAE، فمن الواضح أن دار سك العُملة في لندن كانت في حالة انحدار بحلول عام 800 تقريبًا.
في السنوات ما بين وفاة كوينولف في عام 821 و غزو إيجبيرت من ويسيكس لكينت و الجنوب الشرقي في عام 825، نجحت دار سك العُملة في كانتربري في تجاوز فترة مضطربة تنعكس بشكل أفضل في العُملات المعدنية مقارنة بأي مصدر مكتوب. كان شقيق كوينولف و خليفته سيولوولف الأول يحكم كينت، ولكن العُملات المعدنية التي تحمل اسمه من كانتربري نادرة للغاية ولم يَسُكها إلا عدد قليل من أصحاب النقود. ومع ذلك، فإن فترة حكمه القصيرة تقدم دليلاً على الاهتمام القوي بالعُملات المعدنية، وقد قُدم العديد من الأنواع المشتركة بين عدد من دور سك العُملة: وهي سمة لم نشاهدها في الجزء الأخير من حكم سلفه. وكان أكبر هذه الأنواع الجديدة يشمل حتى دار سك النقود في شرق إنجلترا المتميزة عادةً. أصبحت روتشستر أكثر إنتاجية تحت قيادة سيوولف، ربما للتعويض عن الإنتاج الملكي الأقل في كانتربري. يبدو أن الجزء الأكبر من عُملات كانتربري من الأعوام 822-824 تقريبًا يتكون من بنسات "مجهولة المصدر" تحمل صورة على الطراز الملكي أو الأسقفي محاطة باسم صاحب العُملة واسم الدار (Dorobernia civitas) على الجانب الخلفي. ولم يشار إلى أي ملك أو رئيس أساقفة. يبدو أن هذه العُملة المعدنية الرائعة تعكس وقتًا لم يكن فيه أصحاب العُملات متأكدين من هوية الشخص الذي يجب الاعتراف به، ربما حوالي عام 823 عندما عزل بيورنولف سيولولف. لا توجد عُملات كينتية معروفة باسمه، ولكن هناك العديد منها باسم شخص يدعى بالدريد، الذي كان على الأرجح حاكمًا فرعيًا آخر من سلالة ميرسيا في كينت، على الرغم من صعوبة التأكد من ذلك من السجلات المكتوبة القليلة جدًا لهذه الفترة. و مع ذلك، فمن المعروف أنه عندما قام إيجبرت من وسكس وابنه إثيلوولف بغزو كينت في عام 825، أجبرا بولدريد على الفرار و فرضا حكمهما الخاص.
حملت حملة إيجبرت الفتوحات إلى ما هو أبعد من كينت و حتى عبر ميرسيا إلى حدود نورثمبريا في 829-830. وبشكل غير عادي، انعكس هذا النجاح العسكري الكبير في إصدار عُملة معدنية من لندن، حيث أطلق على إيجبرت اسم REX M(ercioru ). هذه واحدة من الحالات القليلة جدًا في إنجلترا الأنجلوساكسونية حيث يبدو أن العُملة كانت تستخدم بطريقة دعائية: لم يكن التصميم والإنتاج مرتبطين ارتباطًا وثيقًا بالسياسة والأحداث الجارية كما كان الحال في الفترة الكلاسيكية أو الحديثة.
بعد هذه الفتوحات، تراجع إيجبرت و عزز موقعه في الجنوب الشرقي، تاركًا مرسيا إلى ويجلاف، الذي ضرب عُملة نادرة جدًا في لندن، وهي الآن دار السك الوحيدة المتاحة لملوك مرسيا. استمرت عُملات إيجبرت من كينت في البداية على نفس نمط عملات بالدريد، ولكن اصلحت حوالي عام 828 لتقديم نوع جديد من الأحرف الأولى على الوجه، مع الاحتفاظ بصورة الملك على الوجه. توقفت عملية سك العُملة في عهد الأساقفة مباشرة بعد استيلاء غرب ساكسون على السلطة، ولكنها استؤنفت قبل وقت قصير من وفاة وولفريد باستخدام نفس الأحرف الأولى من العُملة الملكية إلى جانب اسم أحد الأساقفة وتمثال نصفي على الوجه؛ وهو النوع الذي استمر في عهد خليفة وولفريد سيولنوث، الذي تولى السلطة في عام 833.
شهد القرن التاسع انتشار عملية سك العُملة خارج الجنوب الشرقي، الذي كان يهيمن على الإنتاج خارج نورثمبريا منذ نهاية عصر السكياتاس. استمرت دار سك العُملة في غرب ساكسون، التي بدأها بيورتريك، في العمل بمستوى منخفض نسبيًا في عهد إيجبرت، لكنها ظلت متقطعة للغاية في التشغيل بين وفاته و حكم ألفريد في وقت لاحق من القرن التاسع. في شرق إنجلترا، أصبحت العُملات المعدنية أكثر أهمية تدريجيًا في ظل آخر حكام ميرسيا، ومنذ حوالي عام 825، تحت سلسلة من الحكام المستقلين: أثيلستان، وأثيلويارد، و (سانت) إدموند. أصدر هؤلاء الملوك في الغالب بنسات غير بورتريهية تحمل حرف A كبير في المنتصف، وتصميمات أخرى كانت في كثير من الأحيان خاصة بمالكي النقود الأفراد، على الرغم من إنتاجها بواسطة آلة قطع مشتركة. عندما اعتمد لأول مرة في عهد كوينولف، ربما كان هذا الحرف A المركزي يمثل جزءًا من زوج ألفا-أوميغا، ولكن في شرق إنجلترا كان من المرجح أن يشير إلى Angli أو (rex) Anglorum.

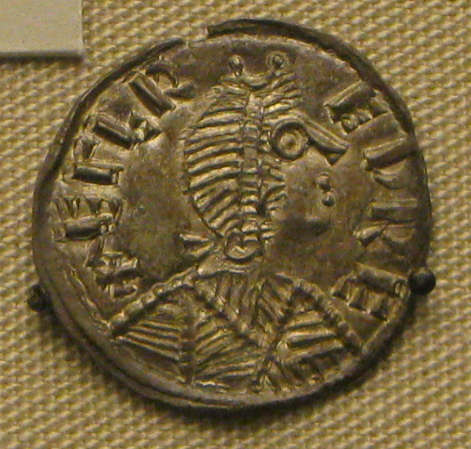
عملة فضية لألفريد العظيم، ملك وسكس من عام 871 إلى عام 899.

في عهد إثيلوولف، ظلت عملية سك العُملة مزدهرة في كانتربري وروتشستر واستمرت باسم رئيس الأساقفة سيولنوث طوال تلك الفترة. يمكن تمييز سلسلة من أربع مراحل في هاتين الدارين. في كانتربري، كانت العُملة الأولى عبارة عن عُملة غير بورتريه تحمل نقش REX SAXONIORVM، مستوحاة من عُملات غرب ساكسون التي صممها إيجبرت؛ وجاءت عُملة بورتريه جديدة تحمل مجموعة واسعة من التصميمات العكسية في المرتبة الثانية. في روتشستر، كان النوع الأول يتألف من عنصر صورة مع تصاميم عكسية متنوعة ضربها أصحاب الأموال الملكيون، وكذلك عنصر أسقفي على الأرجح لا يحمل اسم أحد أصحاب الأموال أو صورة، ولكنه يحمل اللقب الملكي الطويل بشكل غير عادي REX OCCIDENTALIVM SAXONVM. في المرحلة الثانية، توقف سك العُملة الأسقفية، و اعتمد نوع غير صورة شخصية من قبل المصرفيين الملكيين. كانت المرحلتان الأخيرتان من عُملات إثيلوولف مشتركة بين كل من روتشستر و كانتربري، حيث كانت القوالب لكلا الدارين في المرحلة النهائية تأتي من مصدر مشترك في كانتربري. كان النوع الثالث من عهد إثيلوولف عبارة عن عُملة غير بورتريهية تحمل نقش دار السك الغامضة DORIBI (والتي يمكن أن تُشير إلى كانتربري، دوروبرنيا؛ أو روتشستر، دوروبربيا) وحرف CANT( ia ).
كانت العُملة الأخيرة التي صنعها إيثيلوولف عبارة عن نوع جديد من الصور الشخصية بأسلوب مختلف تمامًا. ربما لم يبدأ إنتاج هذا النوع من الصليب المنقوش إلا بعد عدة سنوات من عدم سك النقود في كانتربري: فقد نجا اثنان فقط من العُملات من هناك ومن روتشستر من الأنواع السابقة، ربما بسبب غارة الفايكنج على كينت المسجلة في عام 851. لقد نجت هذه العُملة الجديدة حتى عهد ابن إيثلوولف إيثلبيرت (لا توجد عُملات معدنية أصلية معروفة لإيثلبالد، الذي حكم في الفترة 858-860) حيث أصبحت في عهده ذات أهمية كبيرة: حيث من المعروف أن حوالي أربعين من صانعي النقود أنتجوها. كما ظهر نوع جديد آخر من اللوحات الشخصية، و هو نوع الصليب الزهري قصير العمر، في نهاية عهده، و لكنه لا يزال موجودًا بأعداد صغيرة جدًا اليوم. وبما أن نوع الصليب المنقوش معروف إلى حد كبير بفضل كنز كبير اكتشف في دوركينج في أوائل القرن التاسع عشر، ولا يُعثر عليه إلا نادرًا في أماكن أخرى، فقد يكون من الممكن أن تكون العُملات الصليبية المزيفة ذات يوم أكثر أهمية بكثير مما يشير إليه معدل بقائها الحديث. تتميز العُملة المعدنية المنقوشة بالصليب ببداية التدهور الكبير، و مركزية قطع القوالب في كانتربري و روتشستر، والزيادة الهائلة في عدد صانعي النقود، بحيث يُعرف ما يقرب من 50 عُملة من زمن إيثيلبرت. من المحتمل أن تعكس هذه التغييرات بداية إدارة ملكية جديدة وأكثر كثافة للعُملات المعدنية، التي كان من المقرر توسيعها في عهد خلفاء إيثيلبيرت.

### مرسيا
في عهد بيرتولف من ميرسيا (حوالي 840-852) بدأ سك العُملة في لندن، دار سك العُملة الوحيدة المتبقية في ميرسيا، مرة أخرى بشكل جدي، حوالي وقت المرحلة الثانية من سك العُملة في عهد إثيلوولف في منتصف أربعينيات القرن التاسع. توصل إلى مزيج من أنواع الصور الشخصية وغير الشخصية. وبسبب توقف دار سك العُملة في لندن لفترة طويلة، جاء دعم كبير من غرب ساكسون روتشستر في شكل قوالب وحتى نقود، ومن المحتمل أن بعض العُملات المعدنية التي تحمل اسم بيرتولف انتجت بالفعل في روتشستر. كان يُعتقد ذات يوم أن هذا التعاون النقدي يتجسد في عُملة معدنية فريدة تحمل اسم Æthelwulf على أحد وجهيها و اسم Berhtwulf على الوجه الآخر. ومع ذلك، فمن المرجح أن تمثل هذه العُملة إنتاجًا غير رسمي دون أي أهمية سياسية خاصة.
تجلى تعافي سك النقود في ميرسيان بشكل أوضح من خلال اعتماد نوع "اللونيتس" في مقاطعة ويسيكس الذي ضُرب لأول مرة في لندن من قبل خليفة بيرتولف بورجريد. نجت هذه العُملة المعدنية بأعداد كبيرة بفضل الزيادة الكبيرة في سكها، و خاصة في الجزء الأخير من عهد بورغريد: حيث عُرف حوالي عشرين من صُناع العُملة باسم ألفريد و 35-40 من صُناع العُملة باسم بورغريد. اشتهرت هذه الفترة بشكل خاص بفضل اكتشاف عدد كبير من الكنوز، والتي من المفترض أنها كانت مرتبطة بغارات الفايكنج. من الصعب جدًا تنظيم هذه العُملة أو تصنيفها بأي طريقة ذات معنى. ومع ذلك، أصبح نوع القلم ذو الحواف المنحنية منخفض الجودة للغاية بحلول أوائل سبعينيات القرن التاسع عندما كان الإنتاج في أعلى مستوياته على الأرجح، والبدء في إصلاح آخر في منتصف سبعينيات القرن التاسع على يد ألفريد ("الأعظم") من وساكس. أدى هذا إلى تقديم النوع المتقاطع و المعيني الأكثر ثقلاً، ودقة بعد ظهور عدد من المشكلات التجريبية النادرة والمثيرة للاهتمام في السنوات التي أعقبت الإصلاح. في لندن، التي كانت تقع ضمن مملكة ميرسيا، اعترف بألفريد في البداية كملك لميرسيا وكذلك وساكس بعد خلع بورجريد في 873/4، وحتى تسميته بـ REX ANG (lorum) على أحد المثالين المعروفين لصورة الإمبراطورين من نوع البنس. العينة الأخرى من هذا النوع الرائع هي باسم Ceolwulf II، الملك Mercian الجديد الذي نصبه الفايكنج. كما ضرب سيولولف أيضًا بنسات من النوع الصليبي، وأقدم نصف بنس إنجليزي مستدير معروف ينتمي إلى هذه المرحلة من سك العُملات.
بدأ ألفريد إصلاحات أخرى في وقت لاحق من حُكمه. حوالي عام 880، قامت لندن بضرب سلسلة مبتكرة من البنسات التي تحمل صورة ألفريد، وعلى الجانب الخلفي حرف واحد من اسم لوندونيا. وفي وقت لاحق، وضع أحد أصحاب العُملات، تيلوين، اسمه على الوجه الخلفي أيضًا، و لكن هذه العُملة كانت تُضرب في أغلب الأحيان دون أسماء أصحابها. ومع ذلك، كان النوع الرئيسي الذي ظهر في الجزء الأخير من عهد ألفريد هو النوع غير البورتريه ذي الخطين. مرة أخرى، نجت بعض الأنواع المختلفة وربما التجريبية بأعداد صغيرة. وتشمل هذه القطع عُملة معدنية تحمل صورة شخصية- ربما من نفس وقت عُملات البنسات اللندنية الأحادية اللون- تحمل اسم الدار ÆT GLEAPA ("من جلوسيستر")، والتي أصبحت مركزًا مهمًا لميرسيا "الإنجليزية" تحت قيادة إيلدورمان ألفريد Æthelred؛ وعدد صغير من البنسات غير الشخصية ذات "أربعة أسطر" مع أسماء الدار العكسية التي تنسب إنتاجها إلى وينشستر و إكستر؛ وسلسلة أخرى غير شخصية ربما ضُربت في أكسفورد (OHSNAFORDA)؛ وقطع فضية كبيرة "للتقديم" منقوش عليها ELIMOSINA ("الصدقات").

### نورثمبريا
كان تأريخ العُملات في نورثمبريا مختلفًا تمامًا عن تأريخ الجنوب. ولم تتلاشى العُملات المعدنية بشكل كامل كما حدث أسفل نهر همبر، وحتى قرب نهاية تاريخها ظلت العُملات المعدنية في نورثمبريا مرتبطة ارتباطًا وثيقًا بالملك ورئيس الأساقفة. ومع ذلك، أصبح الانتقاص من قيمة العُملة قضية خطيرة في نهاية القرن الثامن، عندما بدأ علماء العُملات في تطبيق مصطلح ستيكاس على العُملات النورمبرية (بناءً على تفسير القرن العاشر في أناجيل ليندسفارن؛ المصطلحات المعاصرة غير معروفة). يعتبر التسلسل الزمني السياسي والعُملات لهذه الفترة مربكًا للغاية، مع وجود العديد من الروايات والاقتراحات المتنافسة مع بعضها البعض. بحلول منتصف القرن التاسع، لم تعد العُملات النورمبرية تحتوي على أي قدر يُذكر من الفضة، وكانت تنتج على نطاق واسع.

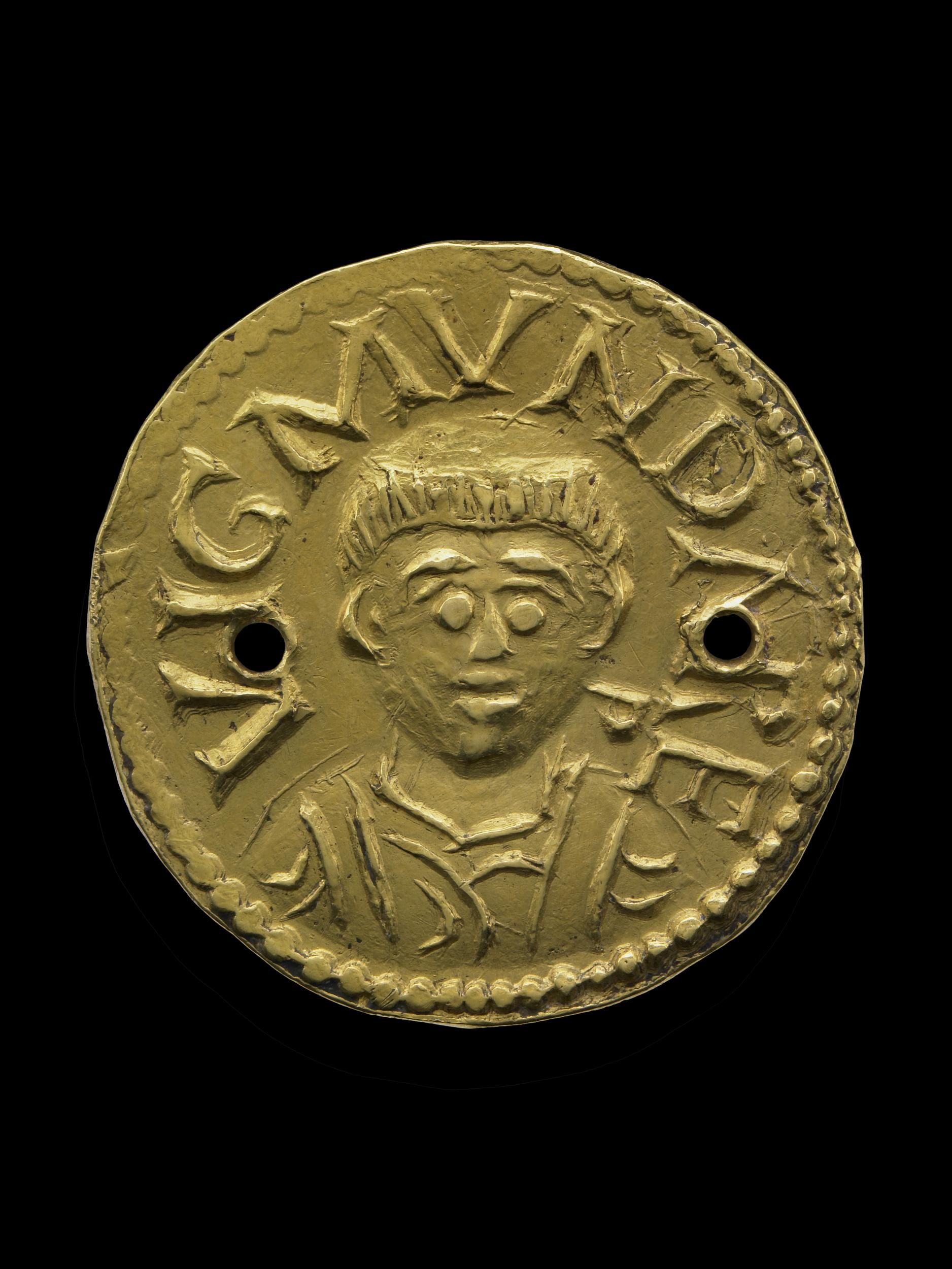
ويجموند سوليدوس

من المعروف اليوم عشرات الآلاف من العُملات المعدنية، كما عُثر على العديد من الكنوز الضخمة، مثل واحدة من ساحة الكنيسة في هيكسهام والتي تحتوي على حوالي 8000 ستيكا. بعد المرحلة النهائية من الفوضى الكبيرة، تخلص من العُملات المعدنية تدريجياً من قبل الحكام الإسكندنافيين الذين استولوا على نورثمبريا في عام 867، واستبدالها بعُملة بنسات جديدة على غرار العُملات المعدنية في الإمبراطورية الكارولنجية وإنجلترا جنوب إمبريال. توضح عُملتان معدنيتان استثنائيتان أن العُملات المعدنية في نورثمبرلاند في القرن التاسع ربما لم تكن مكونة بالكامل من ستيكا: حيث بقيت عملة ذهبية من نوع مانكوس باسم رئيس الأساقفة ويجموند، على غرار عُملات الذهب المعاصرة للويس المتدين؛ و عُملة فضية عُثر عليها في كنز تروهيدل الكورني من حوالي عام 868 باسم إينريد ريكس، مع نقش عكسي يقرأ على ما يبدو ĐES MONETA ("عملته المعدنية"؟) تليها أوميغا. لم توضع العُملة الأخيرة في سياقها بشكل قاطع: يشير أسلوبها إلى إنتاجها حوالي عام 850، ولكن من المحتمل أن إينريد من نورثمبريا توفي في عام 840. لذلك، قد يكون إما إصدارًا تذكاريًا بعد الوفاة من نوع ما، أو أحد الناجين من عُملة ساوثمبرلاند النادرة جدًا باسم حاكم منسي بخلاف ذلك.
دُرست عُملات الستايكا على نطاق واسع من قبل إليزابيث بيري التي أنتجت "مجموعة لا غنى عنها من الاكتشافات المعروفة" في عملها عُملات مملكة نورثمبريا.

## عملات الفايكنج

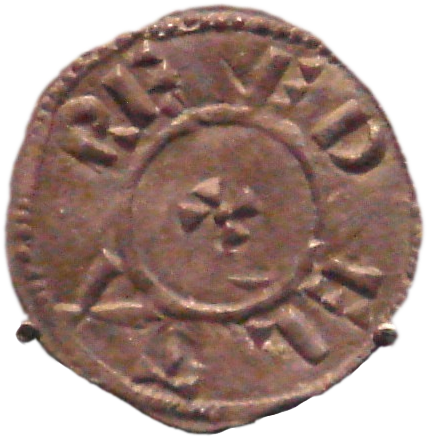
عملة غوثروم (أثيلستان الثاني)، ملك الفايكنج في شرق إنجلترا، 880

وجد المستوطنون الفايكنج في إنجلترا أنفسهم في اقتصاد يعتمد على العُملات المعدنية أكثر تطوراً مما اعتادوا عليه في وطنهم؛ وبالتالي فليس من المستغرب أن تكون العُملات الأولى التي يمكن ربطها بالفايكنج في إنجلترا عبارة عن تقليد لعُملات ألفريد، و خاصة عُملات "لندن مونوغرام" و"ذات الخطين". وهذه العُملات كثيرة جدًا اليوم، ولفترة طويلة كانت تسبب صعوبات كبيرة لعلماء العُملات الذين يعملون على عُملات ألفريد، والذين لم يتمكنوا دائمًا من التمييز بينها وبين العُملات الأصلية. ومع ذلك، قبل نهاية القرن التاسع، بدأ سك العُملات الفضية الجديدة في شرق إنجلترا و يورك. في شرق إنجلترا، سُكت عُملة معدنية تقليدًا لعُملة ألفريد باسم غوثروم (مع اسمه المعمودي أثيلستان)، تلاها عُملة معدنية كبيرة جدًا تحمل اسم القديس الشهيد إدموند على الوجه، والتي سُكت من قبل ما لا يقل عن ستين من رجال المال (معظمهم يحملون أسماء تشير إلى أصول قارية). ظلت هذه العُملة مستخدمة حتى غزو شرق إنجلترا على يد إدوارد الأكبر في عام 917/918. في نورثمبريا، انتهى العمل بعُملات الستيكا المتدهورة للغاية واستبدلت بعُملات فضية فاخرة، وهي معروفة جيدًا بفضل كنز كويرديل الضخم (حوالي 8000 عملة) إيداعه في العقد الأول من القرن العاشر.
في بعض الأحيان كانت هذه العُملات المعدنية تحمل أسماء حكام الفايكنج المحليين (وغالبًا ما يكون تحديد هوية هؤلاء الحكام من خلال شخصيات من مصادر مكتوبة أمرًا مستحيلًا أو مثيرًا للجدل)، ولكن في بداية القرن العاشر، حل اسم الدار و اسم القديس بطرس محل الإشارات إلى الملك وصاحب النقود. ابتداءً من عام 910، استأنفت عُملة يورك تسمية الحاكم وبدأت أيضًا في عرض مجموعة من الأجهزة المثيرة للاهتمام المرتبطة بالوجود الاسكندنافي في يورك: السيوف، المطارق، اللافتات وطائر فُسر بشكل مختلف على أنه غراب أو حمامة. تمثل بنسات يورك الخاصة بأنلاف/أولاف جوثفريثسون (939-941) أول استخدام معروف للغة النوردية القديمة في الأبجدية اللاتينية في أي مكان في النقش ANLAF CVNVNGIR ("الملك أنلاف").
على الرغم من أن نورثمبريا وشرق إنجلترا كانتا المعاقل الرئيسية لعُملات الفايكنج، إلا أنه في أوقات مختلفة كان هناك أيضًا إنتاج في شرق ميدلاندز، على سبيل المثال عُملات تحمل اسم القديس مارتن في لينكولن.

## القرن العاشر
استمرت سك العُملات في عهد إدوارد الأكبر إلى حد ما في نفس الأنماط والتنظيمات التي كانت سائدة في عهد والده ألفريد في ويسيكس ومرسيا الإنجليزية، ولكن مع توسع سيطرة غرب ساكسون في ميدلاندز و شرق إنُجلترا أصبح نظام العُملة أكثر تعقيدًا حيث دُمجت مناطق جديدة في مملكة إدوارد. في الغالب كانت العُملات المعدنية غير بورتريهية و بسيطة في التصميم، على الرغم من أن بعض دور سك النقود في ميرسيا الإنجليزية ضربت سلسلة مثيرة للاهتمام من الأنواع العكسية المصورة. نظرًا لأن أسماء الدار نادرة جدًا مرة أخرى، فلا بد من إجراء الإسناد إلى حد كبير من خلال العمل إلى الوراء من عهد أثيلستان عندما كانت أسماء الدار غالبًا ما توجد على عُملات معدنية من النوع الدائري المتوج بالصليب والتمثال النصفي. تعكس هذه العُملات المعدنية، التي سُكت في حوالي ثلاثين دار سك تحمل اسمًا بعد غزو مملكة يورك في عام 927، جهدًا متجددًا من جانب الملك للحصول على عُملة معدنية واحدة خاضعة لسيطرة مركزية تمتد عبر المملكة: توحدت الأنواع، وتَوسع اللقب الملكي من REX المعتاد إلى REX SAXONUM أو حتى REX TO(tius) BRIT(anniae)، كما نجد في المواثيق المعاصرة. كما ذكرت العُملات لأول مرة بالتفصيل في الوثائق القانونية تحت حكم أثيلستان: حيث أصدر قانونًا في جراتلي (ربما حوالي عام 926-930 على الرغم من دمج البيانات النقدية من وقت سابق إلى حد ما) يوضح قبول عُملة واحدة و العقوبات على التزوير، ويستمر في سرد سلسلة من أماكن سك العُملة وعدد الصرافين المسموح لهم في كل منها.
بحلول نهاية عهد أثيلستان وفي عهد خلفائه إدموند، إيدرِد، و إيدويج و الجزء الأول من عهد إدغار، كانت العُملات المعدنية ذات طابع إقليمي، مع ما يصل إلى سبع مناطق من التداول النقدي. ويبدو هيكل هذا النظام أكثر وضوحاً في شمال إنجلترا بفضل اكتشاف المزيد من الكميات الكبيرة من الذهب في ذلك الجزء من البلاد. بقيت العُملات المعدنية عادة ضمن منطقة إنتاجها، وكانت هناك أنواع مختلفة موجودة في كل منطقة. مع ذلك، لم تكن هذه المناطق ثابتة، وكان العديد من الأنواع "الإقليمية" متشابهة نسبيا بالنسبة للعين غير المدربة. كان النوع السائد يحمل اسم الملك في محيط على الوجه (عادة حول صليب صغير)، واسم الصراف في سطرين مع زخارف مختلفة على الوجه الخلفي. في أوقات مختلفة، استخدم وجه دائري أيضًا، مما أعطى مجالًا لنقش أطول؛ أو صورة وجه. ولأسباب غير معروفة، فضلت منطقة شرق إنجلترا على وجه الخصوص الصور الملكية في الفترة ما بين ثلاثينيات وسبعينيات القرن التاسع عشر، على الرغم من استخدامها أيضًا بشكل متقطع في أماكن أخرى. لا تسمى دور سك العُملة عادةً، ولكن من الممكن عادةً أن تُنسب العُملات المعدنية إلى منطقة أصلها. ومع ذلك، وعلى الرغم من الأنواع الإقليمية وتداول العُملات المعدنية، ظلت البنسات ذات حجم، وزن، و دقة ثابتة نسبيًا، والأهم من ذلك أنها كانت تُضرب دائمًا باسم ملك غرب ساكسونيا. حتى عندما تقسيم المملكة بين إيدويج وإدغار في عام 957، يبدو أن سك العُملات ظل حكراً على إيدويج، الشريك الأكبر في الحكم، حتى في مدن السك التي يحكمها إيدغار.
المرحلة الأخيرة من هذه العُملة الإقليمية، التي سُكت في العقد الأول من حكم إدغار المنفرد، أنتجت عددًا من السمات غير العادية. أصبحت أسماء دار السك أكثر شيوعًا، وكان هناك عدد من التخصيصات من العُملات الإنجليزية السابقة، مثل إحياء شعار ألفريد اللندني على نصف البنس واللقب الملكي لإثيلستان REX TO(tius) BRIT(anniae). وقد أنبأ هذا الإحياء للاهتمام بالعُملة المعدنية بإصلاح أعظم في نهاية عهد إدغار.

## إصلاح إدغار، حوالي عام 973 والعملات الأنجلو ساكسونية المتأخرة
ليس من المؤكد على وجه التحديد متى قام إدغار بإصلاح العُملة: من الواضح من العُملات المعدنية أن ذلك كان نحو نهاية حكمه، والمساعدة الوحيدة التي تقدمها المصادر المكتوبة هي إشارة في سجل روجر ويندوفر في القرن الثالث عشر، مما يعني أن الإصلاح ربما حدث في عام 973 أو بعده. ومع ذلك، لا يمكن التقليل من تأثيرها، فقد شكلت أساس العُملة الإنجليزية حتى عهد الملك هنري الثاني. اختفت العُملات المعدنية القديمة من التداول وقُدم نوع موحد واحد في حوالي أربعين دار سك النقود في جميع أنحاء البلاد، يحمل الصورة الملكية، اللقب على الوجه، أسماء المحافظ، ودار السك حول صليب مركزي صغير على الوجه الخلفي. في البداية أيضًا، وزعت جميع القوالب الجديدة من مركز قطع قوالب واحد يقع في وينشستر. كان هذا النوع من المركزية غير عادي، ولم يحدث إلا في عدد قليل من الأنواع الأخرى التي جاءت بعد ذلك: و الأكثر شيوعًا هو أن نفس النوع كان يستخدم في جميع أنحاء البلاد، ولكن إنتاج القوالب انتقل إلى عدد من مراكز القطع الإقليمية التي وزعت القوالب على دور السك القريبة الأصغر حجمًا. حتى خلال فترة حكم هارولد الثاني التي استمرت تسعة أشهر في عام 1066، سُكت العُملات المعدنية بتصميم جديد باسمه في ثمانية وأربعين دارًا للسك. كان هناك حوالي سبعين مكانًا في إنجلترا (وفي ويلز تحت حكم النورمان) نشطة كدور سك النقود خلال هذه الفترة، و تتراوح بشكل كبير في الحجم و الإنتاجية: كانت لندن أكبرها، على الرغم من أن يورك و لينكولن ظلتا مهمتين طوال الفترة، و شملت دور السك الكبرى الأخرى وينشستر، نورويتش، وستامفورد. وفي الطرف الآخر من المقياس توجد أماكن لم تكن أبدًا دور سك مهمة في الفترة الأنجلوساكسونية وهي اليوم عبارة عن قرى وحصون جبلية وبلدات سوق، بما في ذلك ميلتون موبراي، ميناء ميلبورن، قلعة جوتا، قلعة كادبوري، ودنويتش. كانت دور السك من هذا النوع نشطة في كثير من الأحيان فقط لفترات قصيرة، مثل عدد من دور السك "الطارئة" التي أنشئت في عهد إثيلريد الثاني بسبب أعمال النهب التي قام بها الفايكنج.
كانت التصميمات المختارة للعُملات المعدنية موحدة نسبيًا، وتتبع نمط بنسات إدغار الإصلاحية: حيث حمل الوجه شكلًا من أشكال الصورة الملكية بالإضافة إلى الاسم الملكي واللقب، بينما حمل الوجه الخلفي اسم صاحب العُملة و الدار حول شكل من أشكال الصليب. ومع ذلك، كان هناك الكثير من التنوع ضمن هذا الشكل. يمكن للصور الشخصية أن تواجه كلا الاتجاهين وتعكس مجموعة واسعة من التأثيرات. على سبيل المثال، في عهد إثيلريد الثاني، كان أحد الأنواع يعتمد على العُملات الرومانية التي تعود إلى أوائل القرن الرابع و التي تظهر الإمبراطور في زي عسكري، مع خوذة و درع؛ وكان نوع آخر يعتمد على صور مدنية لأباطرة آخرين في القرن الرابع دون أي شكل من أشكال أغطية الرأس. في عهد إدوارد المعترف كان هناك تأثير ألماني قوي في الصور الشخصية التي تعود إلى السنوات الخمسة عشر الأخيرة من حكمه أو نحو ذلك، وربما كان ذلك نتيجة لتوظيف إدوارد لصائغي ذهب ألمان يُدعيان ثيودوريك وأوتو. و تظهر هذه التمثالات الملك ملتحيًا، و يرتدي خوذة، يتوج نفسه، وفي بعض الحالات يظهر وهو يواجه الأمام مباشرة أو جالسًا على العرش.
إن وجود أسماء أصحاب العُملات و دار السك على كل قطعة نقدية يوفر دليلاً قيماً لدراسة ليس فقط بنية دار السك (من حيث مدى إنتاجية بعض أصحاب العُملات، أو عدد القوالب المشتركة)، ولكن أيضًا أنماط التسمية المعاصرة و- إلى حد ما - تكوين السكان. كانت دور السك الموجودة في دانيلو القديمة، مثل يورك، و لينكولن، تحتوي على غلبة من العُملات النقدية التي تحمل أسماء إسكندنافية، بينما يصادف المرء أحيانًا عُملات نقدية في جميع أنحاء البلاد تحمل أسماء قارية، أو حتى أسماء أكثر غرابة في اللغة الأيرلندية القديمة.
ظل هذا النوع الأول، المعروف عادةً باسم الصليب الصغير الأول أو النوع الإصلاحي، قيد الاستخدام طوال السنوات الأخيرة من حكم إدغار، وكامل فترة حكم إدوارد الشهيد القصيرة وحتى السنوات الأولى من حكم إثيلريد الثاني، الذي اعتلى العرش في عام 978/9. ولكن في مرحلة ما في وقت مبكر من حكمه، ظهرت سمة أخرى من السمات التي كانت ستميز نظام العُملة الأنجلوساكسوني المتأخر: وهي الأولى من بين العديد من التغييرات من هذا النوع. وقد حدث أكثر من خمسين تغييراً من هذا القبيل أثناء وجود العُملة وإصلاحها من قِبل إدغار، والتي استمرت حتى خمسينيات القرن الثاني عشر. على سبيل المثال، خلال عهد إثيلريد، يمكن رؤية ستة تغييرات من هذا القبيل، تتجلى في تطور الأنواع التالية: الصليب الصغير الأول؛ الصليب الأول؛ الصليب الثاني؛ الصليب الصلب؛ الصليب الطويل؛ الخوذة؛ الصليب الصغير الأخير. بعد وفاة كنوت، الذي سُكَّت في عهده ثلاثة أنواع أخرى (رباعي الفصوص، الخوذة، و الصليب القصير)، أصبحت الأنواع أكثر عددًا والتغييرات أكثر تكرارًا على الأرجح: سُكَّت أربعة عشر نوعًا في الأعوام بين عام 1035 و الغزو النورماندي عام 1066، وربما استمر كل منها لمدة عامين أو ثلاثة أعوام فقط. من المفترض أن كل تغيير في النوع يتطلب استبدال العُملات القديمة بعُملات جديدة، مع حصول الملك و صاحب النقود على حصة إما كجزء من قيمة العُملات الجديدة أو من عملية سكها. كان وزن العُملات المعدنية يختلف بشكل كبير، حتى داخل الأنواع، مما يشير إلى أنه ربما كان هناك بعض الربح في سك العُملة عن طريق استخراج الفضة من العُملات المعدنية، على الرغم من أنه كان من الممكن داخل مملكة إنجلترا فرض قبول جميع العُملات المعدنية بالقيمة الاسمية بغض النظر عن الوزن. تشير أدلة الكنز، على الأقل من قبل ثلاثينيات القرن الحادي عشر، إلى أن إعادة سك العُملة بأكملها كان منصوصًا عليه عند كل تغيير في النوع، حيث لا يزال هناك عدد من الكنوز المتبقية تتكون من نوع واحد فقط. إلى جانب هذه، هناك أيضًا كنوز "الادخار"، التي تحتوي على مزيج من نوعين أو أكثر؛ ويصبح مزيج الأنواع أكثر شيوعًا في الكنوز التي ظهرت بعد ثلاثينيات القرن الحادي عشر. أحد التفسيرات المحتملة لهذا التغيير في نمط الإنتاج والاكتناز هو إن القاعدة أصبحت، بعد ثلاثينيات القرن الحادي عشر، أن المدفوعات للتاج فقط يجب أن تكون بالنوع الحالي، في حين كانت أنواع أخرى من العُملات الإنجليزية قابلة للتطبيق لأغراض أخرى.
من المثير للدهشة أن هناك القليل من الأدلة المكتوبة التي بقيت لمساعدة علماء العُملات والمؤرخين على فهم كيفية عمل العُملات ونظام تغيير نوعها. يسجل كتاب يوم القيامة أن أصحاب النقود في بعض دور سك العُملة كانوا يضطرون إلى الذهاب إلى لندن لشراء قوالب جديدة مقابل عشرين شلنًا عندما غُيرت العُملة، وأن بعض المدن كانت تدفع مبالغ سنوية للملك مقابل امتياز إدارة دار سك العُملة. في العديد من المدن كان للأساقفة ورؤساء الأديرة حقوق في أرباح واحد أو أكثر من أصحاب العُملات المعدنية (والتي كانت تذهب عادة إلى الملك)، ولكن هذه الحقوق لم تعد تنعكس في أي تغييرات في تصميم العُملات المعدنية.
حاول علماء العُملات في بعض الأحيان تمييز نظام صارم للغاية للتنظيم في العُملات الأنجلو ساكسونية المتأخرة: يَعتقد أحدهم، مايكل دولي، إنه حتى وفاة كنوت في عام 1035، استمر كل نوع لمدة ست سنوات، مع بعض الاستثناءات- مثل نوع الصليب الصغير الأخير في نهاية عهد إثيلريد- الذي استمر لفترة أطول في ظل ظروف غير عادية للغاية. ويبدو إن بعض السمات تدعم هذا الاعتقاد، على الأقل في الفترة السابقة. يبدو أن بعض التغيرات في النوع تزامنت مع أحداث تأريخية يمكن تأريخها: لا توجد عُملات معدنية من نوع الخوذة باقية من دار سك النقود في ويلتون، على سبيل المثال، في حين لا توجد عُملات معدنية من نوع الصليب الطويل السابق معروفة من سالزبوري القريبة، ولكن بدأ صاغة العُملات الذين يَحملون نفس أسماء أولئك من ويلتون في العمل هناك باستخدام نوع الخوذة. يَذكر السجل الأنجلوساكسوني أن ويلتون تعرضت للنهب على يد الفايكنج في عام 1003 وتراجع السكان إلى سالزبوري، من المرجح أن تغيير النوع تزامن مع هذا الحدث. ومع ذلك، هناك عدد من الصعوبات التي تعترض إعادة بناء مثل هذا الإطار الثابت. ولكن لا تُمثل جميع الأنواع بشكل جيد في المواد الباقية، ومن الواضح إن هذا ليس دائمًا نتيجة لوجود عدد قليل من المجموعات الكبيرة التي تشوه وجهةَ نظرنا. هناك عدد مِن الأنواع الصغيرة و النادرة للغاية و التي لم يكن مِن المفترض بالتأكيد أن تصبح قضايا كاملة النمو، على الرغم من أن بعضها يحمل علاقة واضحة بها. تشمل الأمثلة من عهد إثيلريد الثاني نوع يد البركة، و نوع الصليب الصغير المتوسط، بالإضافة إلى نوع Agnus Dei الشهير: إصدار فريد و رائع استبدل فيه صورة الملك، و الصليب العكسي بحمل الله، و الحمامة المقدسة على التوالي. إن السياق الدقيق لإنتاج هذه العُملة النادرة للغاية غير واضح (بقيت ثمانية عشر عينة حتى نوفمبر/تشرين الثاني 2008): فقد سُكت فقط في دور سك أصغر حجماً، معظمها في ميدلاندز، إما كإصدار رئيسي فاشل أو كعُملة دينية خاصة لغرض أو مناسبة محددة. على الرغم من أن التأريخ غير واضح، إلا أنه قد يكون مرتبطًا بتجمع أينشام و مرسوم التوبة لعام 1009. ولكن الصعوبات التي تعترض النظرية السداسية لا تقتصر على الأنواع الأصغر حجماً و الأكثر ندرة. على سبيل المثال، لم يكن نوع Æthelred المستعمل مختلفًا كثيرًا في المظهر عن سابقه، مما أثار تساؤلًا حول مدى سهولة تمييزه عن العُملات القديمة. الأمر الأكثر أهمية هو أن أعدادًا ضئيلة فقط من هذا النوع بقيت من دور السك الواقعة في الشمال مثل دور سك لنكولن، يورك، والتي كانت في بقية تلك الفترة من بين أكثر دور السك إنتاجية في المملكة. من الممكن أن يكون نوع اليد الثانية استمرارًا لنوع اليد الأولى، والذي ربما استمر لمدة أطول من ست سنوات كجزء من آلية تصورت تغييرات في النوع، ولكن ليس بالضرورة على أساس سداسي صارم.
من الممكن فهم العُملات الأنجلو ساكسونية المتأخرة بشكل أفضل في الفترة ما بين حوالي 990 و حوالي 1030، وذلك بفضل اكتشاف عشرات الآلاف من العُملات المعدنية في كنوز من الدول الاسكندنافية. كانت العلاقات بين إنجلترا والدول الاسكندنافية وثيقة للغاية في هذا الوقت، حيث كان الغزاة، التجار، والمرتزقة، وفي النهاية الملوك، يعبرون بحر الشمال بانتظام. من المحتمل أن تشمل العمُلات الإنجليزية الموجودة في كنوز الدول الاسكندنافية بعض الأرباح على الأقل من الغارات والمدفوعات التابعة التي يشار إليها باسم Danegeld واستمر دفع الرواتب للقوات الدنماركية التي وظفها الملوك الإنجليز حتى عام 1051، عندما طرد إدوارد المعترف آخرهم. أصبحت العمُلات المعدنية الإنجليزية الموجودة في الدول الاسكندنافية أقل بعد هذا الوقت. مع ذلك، بما أنه عُثر على أعداد كبيرة من العمُلات العربية المعاصرة تقريبًا، والعمُلات الألمانية اللاحقة، في الدول الاسكندنافية، فمن المحتمل أن الجزء الأكبر من الواردات الإنجليزية جاء عن طريق التجارة وليس العمل العسكري.

## فهرس

### عام
- دولي، آر إتش إم، بنسات أنجلو ساكسونية (لندن، 1964)
- جريرسون، ب.، ومايس بلاكبيرن، العملات الأوروبية في العصور الوسطى، الجزء الأول : أوائل العصور الوسطى (القرنين الخامس والعاشر) (كامبريدج، 1986)
- جريرسون، ب.، علم العملات (أكسفورد، 1975)
- ليون، سي إس إس، "المشاكل التاريخية للعملات الأنجلو ساكسونية"، المجلة البريطانية للعملات 36 (1967)، 227-242؛ 37 (1968)، 216-238؛ 38 (1969)، 204-222؛ و39 (1970)، 193-204
- ليون، سي إس إس، "بعض مشاكل تفسير العملات الأنجلو ساكسونية"، إنجلترا الأنجلو ساكسونية 5 (1976)، 173-224
- ستيوارت، بي إتش آي إتش، "دور السك الإنجليزية والنورماندية، حوالي 600 - 1158"، في كتاب "تاريخ جديد لدار السك الملكية "، المحرر. CE Challis (كامبريدج، 1992)، ص. 1-82
- ويليامز، جي.، العملات الأنجلوساكسونية المبكرة (كولشيستر، 2008)

### بعد روما
- عبدي، ر.، "بعد الترقيع: العملات المستوردة والمعاد تدويرها في بريطانيا في القرنين الخامس والسادس"، في العملات والتاريخ في عالم بحر الشمال حوالي 500 - 1250: مقالات تكريمًا لماريون أرشيبالد ، المحرر. ب. كوك و ج. ويليامز (ليدن وبوسطن، 2006)، ص. 75–98
- جاست، ب.، العملات الذهبية والفضية الرومانية المتأخرة من كنز هوكسين (لندن، 2005)
- كينت، جيه بي سي، "من بريطانيا الرومانية إلى إنجلترا الأنجلو ساكسونية"، في العملات الأنجلو ساكسونية: دراسات قدمت إلى FM Stenton بمناسبة عيد ميلاده الثمانين، 17 مايو 1960 ، محرر. RHM Dolley (لندن، 1961)، ص. 1-22
- كينج، سي، "كنوز الفضة الرومانية المتأخرة في بريطانيا"، المجلة البريطانية للعملات المعدنية 51 (1981)، 5-31
- كينج، إم دي، "العملات الرومانية من السياقات الأنجلوساكسونية المبكرة"، في العملات وعلم الآثار ، محرر. ج. كيسي و ر. ريس، الطبعة الثانية. (لندن، 1988)، ص. 224–9
- مورهد، تي إس إن، "عملات برونزية رومانية في إنجلترا شبه الرومانية وإنجلترا الأنجلو ساكسونية المبكرة"، في العملات والتاريخ في عالم بحر الشمال حوالي 500 - 1250: مقالات تكريمًا لماريون أرشيبالد ، محرر. ب. كوك و ج. ويليامز (ليدن وبوسطن، 2006)، ص. 99–109
- ريس، ر.، سك النقود في بريطانيا الرومانية (سترود، 2002)
- أشياء بيضاء، يمينية، رومانية وسلتية من مقابر أنجلو ساكسونية ، سلسلة BAR البريطانية 191 (أكسفورد، 1988)

### ثريماساس
- عبدي، ر.، وج. ويليامز، "فهرس الكنوز والاكتشافات الفردية من الجزر البريطانية، حوالي 410 م - 675 م"، في العملات والتاريخ في عالم بحر الشمال، حوالي 500 - 1250: مقالات تكريمًا لماريون أرشيبالد ، محرر. ب. كوك و ج. ويليامز (ليدن، 2006)، ص. 11–73
- Grierson, P., 'La fonction sociale de la monnaie en Angleterre aux VIIe – VIIIe siècles'، في Moneta e Scambi nell'alto medioevo (Spoleto، 1961)، pp. 341-85؛ ممثل. في كتابه Dark Age Numismatics (لندن، 1979)، العدد الحادي عشر
- ميتكالف، دي إم، ثريماس وسكياتاس في متحف أشموليان، أكسفورد ، 3 مجلدات. (لندن، 1993-4)، المجلد 1
- ستيوارت، BHIH، “العملات الذهبية الأنجلوسكسونية”، في Scripta Nummaria Romana. مقالات مقدمة إلى همفري ساذرلاند ، محرر آر إيه كارسون وسي إم كراي (لندن، 1978)، ص. 143–72
- ساذرلاند، CHV، العملات الذهبية الأنجلو ساكسونية في ضوء كنز كروندال (أكسفورد، 1948)
- ويليامز، جي، "تداول ووظيفة العملات في إنجلترا في فترة التحول، حوالي 580-675 م"، في العملات والتاريخ في عالم بحر الشمال، حوالي 500-1250: مقالات تكريمًا لماريون أرشيبالد ، محرر. ب. كوك و ج. ويليامز (ليدن، 2006)، ص. 145–92

### سكياتاس
- أبرامسون، ت.، Sceattas: دليل مصور (دار غريت دونهام، 2006)
- غانون، أ.، أيقونات العملات الأنجلوساكسونية المبكرة (القرنين السادس والثامن) (أكسفورد، 2003)
- هيل، د.، و دي إم ميتكالف، المحرر. ، سكيتاس في إنجلترا وفي القارة: ندوة أكسفورد السابعة حول العملات والتاريخ النقدي (أكسفورد، 1984)
- ميتكالف، دي إم، ثريماس وسكياتاس في متحف أشموليان، أكسفورد ، 3 مجلدات. (لندن، 1993-1994)
- ميتكالف، دي إم، "التوسع النقدي والركود: تفسير أنماط توزيع العملات المعدنية في القرنين السابع والثامن"، في العملات المعدنية وعلم الآثار ، محرر. ج. كيسي و ر. ريس، الطبعة الثانية. (لندن، 1988)، ص. 230-53
- ريجولد، س.، "السلسلتان الأساسيتان من سكيتاس"، المجلة البريطانية للعملات المعدنية 30 (1960-1)، 6-53
- ريجولد، س.، "السلسلة الرئيسية من العملات الإنجليزية من نوع سكيتاس"، المجلة البريطانية للعملات المعدنية، المجلد 47 (1977)، ص 21-30

### عمر أوفا
- أرشيبالد، م.، "عملات بيونا في ضوء كنز هارلينج الأوسط"، المجلة البريطانية للعملات المعدنية 55 (1986)، 10-54
- أرشيبالد، م.، "مخطوطة إثيلبرت الأول من شرق أنجليا واكتشافات حديثة لعملات بيونا"، المجلة البريطانية للعملات المعدنية 65 (1995)، 1-19
- بلانت، سي إي، "عملات أوفا"، في العملات الأنجلو ساكسونية: دراسات قدمت إلى FM Stenton بمناسبة عيد ميلاده الثمانين، 17 مايو 1960 ، محرر. RHM Dolley (لندن، 1961)، ص. 39–62
- تشيك، د.، "نحو تسلسل زمني لعملات أوفا: دراسة مؤقتة"، مجلة يوركشاير للنقود المعدنية 3 (1997)، 47-64
- تشيك، د.، محرر. م. بلاكبيرن و ر. نايسميث، سك النقود في أوفا ومعاصريه (لندن، 2007)
- بيري، إي جي إي، عملات مملكة نورثمبريا، حوالي 700 - 867، في مجموعات يوركشاير (لانفيلين، 1996)
- ستيوارت، بي إتش آي إتش، "دار سك النقود في لندن وسك النقود في أوفا"، في تاريخ النقد الأنجلو ساكسوني: مقالات في ذكرى مايكل دولي ، محرر. MAS Blackburn (ليستر، 1986)، ص. 27–43

### القرن التاسع
- بلاكبيرن، ماس، "إصلاحات العملة التي أجراها ألفريد في سياقها"، في ألفريد العظيم: أوراق من مؤتمرات الذكرى المئوية الحادية عشرة ، المحرر. ت. رويتر (ألدرشوت، 2003)، ص. 199–217
- بلاكبيرن، ماس، و دي إن دومفيل، المحرر. الملوك والعملات والتحالفات: التاريخ والعملات في جنوب إنجلترا في القرن التاسع (وودبريدج، 1998)
- بلانت، سي إي، "عملات إيجبيورت، ملك وسكس، 802-839"، المجلة البريطانية للعملات 28 (1955-1957)، 467-476
- بلانت، سي إي، سي إس إس ليون وبيتش إتش ستيوارت، "عملات جنوب إنجلترا، 796-840"، المجلة البريطانية للعملات المعدنية 32 (1963)، 1-74
- دولي، آر إتش إم، "التسلسل الزمني لعملات ألفريد العظيم"، في العملات الأنجلو ساكسونية: دراسات قدمت إلى FM Stenton بمناسبة عيد ميلاده الثمانين، 17 مايو 1960 ، محرر. RHM Dolley (لندن، 1961)، ص. 77–95
- دولي، آر إتش إم، وك. سكاري، "عملات إيثيلولف، ملك غرب ساكسون"، في العملات الأنجلو ساكسونية: دراسات قدمت إلى FM Stenton بمناسبة عيد ميلاده الثمانين، 17 مايو 1960 ، محرر. RHM Dolley (لندن، 1961)، ص. 63–76
- ليون، سي إس إس، "إعادة تقييم لعملات سكيتا وستيكا في نورثمبريا"، المجلة البريطانية للعملات المعدنية 28 (1955-1957)، 227-242
- ميتكالف، دي إم، محرر. , العملات المعدنية في نورثمبريا في القرن التاسع (أكسفورد، 1987)
- باغان، هي، "العملات في عصر بورجريد"، المجلة البريطانية للعملات 34 (1965)، 11-27
- باغان، هي، "التسلسل الزمني للعملات في نورثمبريا في القرن التاسع"، المجلة البريطانية للعملات 38 (1969)، 1-15
- باغان، هي، "كنز بولتون بيرسي لعام 1967"، المجلة البريطانية للعملات المعدنية 43 (1973)، 1-44
- باغان، هي، "عملات مملكة شرق أنجليا من 825 إلى 870"، المجلة البريطانية للعملات المعدنية 52 (1982)، 41-83
- باغان، هي، "العملات المعدنية في جنوب إنجلترا، 796-874"، في تاريخ النقد الأنجلو ساكسوني: مقالات في ذكرى مايكل دولي ، محرر. MAS Blackburn (ليستر، 1986)، ص. 45–65

### عملات الفايكنج
- بلاكبيرن، ماس، "كنز آشدون (إسيكس) وعملة جنوب دانيلو في أواخر القرن التاسع"، المجلة البريطانية للعملات 59 (1989)، 13-38
- بلاكبيرن، ماس، "التوسع والسيطرة: جوانب سك العملة الأنجلو اسكندنافية جنوب همبر"، في الفايكنج والدانيلو: أوراق مختارة من وقائع مؤتمر الفايكنج الثالث عشر، نوتنغهام ويورك، 21-30 أغسطس 1997 ، المحرر. ج. جراهام كامبل (أكسفورد، 2001)، ص. 125–42
- بلاكبيرن، ماس، "عملات يورك الاسكندنافية"، في جوانب يورك الأنجلو اسكندنافية ، المحرر. ر. هول وآخرون. (يورك، 2004)، ص. 325–49
- بلانت، سي إي، "عملات سانت إدموند التذكارية"، وقائع معهد سوفولك للآثار 31 (1969)، 234-253
- بلانت، سي إي، وبي إتش آي إتش ستيوارت، "عملات ريجنالد الأول من يورك وكنز بوسال"، كرونيكل العملات 143 (1983)، 146-163
- دولي، آر إتش إم، عملات الفايكنج في دانيلو ودبلن (لندن، 1965)
- دولي، آر إتش إم، "عملات يورك الأنجلو دنماركية والأنجلو نورسية"، في يورك في العصر الفايكنجي والشمال ، المحرر. RA Hall، تقرير مجلس أبحاث الآثار البريطانية رقم 27 (لندن، 1978)، ص. 26–31
- جريرسون، ب.، وماس بلاكبيرن، العملات الأوروبية في العصور الوسطى، الجزء الأول : أوائل العصور الوسطى (القرنين الخامس والعاشر) (كامبريدج، 1986)، ص. 316-25
- ليون، سي إس إس، وبي إتش آي إتش ستيوارت، "عملات الفايكنج في نورثمبرلاند في كنز كويرديل"، في العملات الأنجلو ساكسونية: دراسات قدمت إلى FM Stenton بمناسبة عيد ميلاده الثمانين، 17 مايو 1960 ، محرر. RHM Dolley (لندن، 1961)، ص. 96–121

### القرن العاشر
- بلانت، سي إي، "عملات أثيلستان، ملك إنجلترا 924-939"، المجلة البريطانية للعملات 42 (1974)، 35-160
- بلانت، سي إي، بي إتش آي إتش ستيوارت وسي إس إس ليون، سك النقود في إنجلترا في القرن العاشر من إدوارد الأكبر إلى إصلاح إدغار (لندن، 1989)
- جونسون، ك.، "عملات ما قبل الإصلاح في عهد إدغار - إرث الممالك الأنجلو ساكسونية"، في كتاب العملات والتاريخ في عالم بحر الشمال، حوالي 500 - 1250. مقالات تكريما لماريون أرشيبالد ، محرر ب. كوك و ج. ويليامز (ليدن، 2006)، ص. 325–46
- ليون، CSS، "عملات إدوارد الأكبر"، في إدوارد الأكبر، 899-924 ، محرر. إن جيه هيغام ودي إتش هيل (لندن، 2001)، ص. 67–78
- باغان، هـ. إي، "عملات إدغار ما قبل الإصلاح"، في إدغار، ملك الإنجليز 959-975. تفسيرات جديدة ، محرر د. سكراج (وودبريدج، 2008)، ص. 192–207

### إصلاحات إدغار والعملات الأنجلو ساكسونية المتأخرة
- بلاكبيرن، ماس، وك. جونسون، "العنصر الأنجلو ساكسوني والأنجلو نورماندي في اكتشافات العملات المعدنية في شمال أوروبا"، في عملات عصر الفايكنج في الأراضي الشمالية. ندوة أكسفورد السادسة حول تاريخ العملات والنقد ، محرر. MAS Blackburn و DM Metcalf (أكسفورد، 1981)، ص. 147–255
- براند، جيه دي، التغيير الدوري للنوع في العصر الأنجلوساكسوني والنورماندي (روتشيستر، 1984)
- دولي، آر إتش إم، الغزو النورماندي والعملات الإنجليزية (لندن، 1966)
- دولي، آر إتش إم، "مقدمة إلى سك النقود في عهد إثيلريد الثاني"، في إثيلريد غير المستعد: أوراق من مؤتمر الألفية ، المحرر. د. هيل (أكسفورد، 1978)، ص. 115–33
- دولي، آر إتش إم، و دي إم ميتكالف، "إصلاح العملة الإنجليزية في عهد إدغار"، في العملات الأنجلو ساكسونية: دراسات قدمت إلى FM Stenton بمناسبة عيد ميلاده الثمانين، 17 مايو 1960 ، محرر. RHM Dolley (لندن، 1961)، ص. 136–68
- فريمان، أ.، النقود ودار السك في عهد إدوارد المعترف 1042-1066 ، مجلدان. (أكسفورد، 1985)
- هيلدبراند، BE، Anglosachsiska mynt i Svenska Kongliga Myntkabinettet funna in Sveriges jord ، الطبعة الثانية. (ستوكهولم، 1881)
- جونسون، ك.، العصر الجديد: إصلاح العملات الأنجلوساكسونية المتأخرة (ستوكهولم، 1986)
- جونسون، ك.، كنوز عصر الفايكنج والعملات الأنجلوساكسونية المتأخرة: دراسة تكريمًا لعملة الأنجلوساكسونية التي صنعها الأخ إميل هيلدبراند (ستوكهولم، 1987)
- ميتكالف، دي إم، أطلس العملات الأنجلوساكسونية والنورماندية المكتشفة، حوالي 973 - 1086 (لندن، 1998)
- بيترسون، إتش بي إيه، العملة الأنجلو ساكسونية: إصلاحات الملك إدغار حتى الفتح النورماندي (لوند، 1969)
- سمارت، ف.، "الاسكندنافيون والسلتيون والألمان في إنجلترا الأنجلوساكسونية: دليل أسماء أصحاب النقود"، في تاريخ النقد الأنجلو ساكسوني: مقالات في ذكرى مايكل دولي ، محرر. MAS Blackburn (ليستر، 1986)، ص. 171–84
- ستيوارت، بي إتش آي إتش، "العملات المعدنية وإعادة العمل المعدني بعد إصلاح إدغار"، في دراسات في العملات المعدنية الأنجلو ساكسونية المتأخرة في ذكرى الأخ إميل هيلدبراند ، محرر. ك. جونسون (ستوكهولم، 1990)، ص. 455–85

## قراءة إضافية
- Naismith، Rory (2011). The Coinage of Southern England 796-865. London, UK: Spink & Son. ج. 1. ISBN:978-1-907427-09-1.
- Naismith، Rory (2012). Money and Power in Anglo-Saxon England: The Southern English Kingdoms, 757-965. Cambridge, UK: Cambridge University Press. ISBN:978-1-107-66969-7.

## روابط خارجية
- مجموعة من العملات المعدنية التي تعود إلى العصور الوسطى المبكرة وقائمة بمجموعات العملات المعدنية البريطانية التي تعود إلى العصور الوسطى المبكرة
- مقدمة عن العملات في عصر الفايكنج
- لعبة العملات الأنجلو ساكسونية
- بيان صحفي حول عملة كوينوولف الذهبية
- مخطط الآثار المحمولة